# 1894 dans les parcs de loisirs
| Années des parcs de loisirs : 1891 - 1892 - 1893 - 1894 - 1895 - 1896 - 1897    |
| Décennies des parcs de loisirs : 1860 - 1870 - 1880 - 1890 - 1900 - 1910 - 1920 |

## Les parcs d'attractions

### Ouverture
- Lakemont Park ( États-Unis)